# Вооружённые силы Норвегии
Вооружённые силы Норвегии (букмол Norges Forsvar) — совокупность войск и сил Королевства Норвегии, предназначенная для защиты свободы, независимости и территориальной целостности королевства.
Включают в себя:
- органы управления
- сухопутные войска (с 1814 года);
- военно-морские силы;
- военно-воздушные силы (с 1912 года);
- силы территориальной обороны[норв.] (с 6 декабря 1946 года).

## История
Вооружённые силы Норвегии были созданы в 1814 году. ВС Норвегии делились на флот (морские силы) и войско (сухопутные силы). 
На конец XIX столетия Морские силы Норвегии составлялись из:
- постоянного контингента волонтеров, вызываемых во всякое время;
- окружных морских войск, с резервами, в мирное время должны были состоять из 2 000 человек, а в военное время могли быть доведены до 3 500 человек;
- береговой охраной, могла быть созываема лишь в случаях защиты страны[2].

В 1896 году, во флоте в числилось 55 военных судов, 97 офицеров, 420 унтер-офицеров и матросов в запасе, 150 офицеров и унтер-офицеров.
На конец XIX столетия Сухопутные силы Норвегии делились на:
- органы управления;
- линейные войска, всех родов оружия и должны были состоять в общем из 750 офицеров и 12 000 нижних чинов (капралов и рядовых);
- земское ополчение (ландвер), могло быть призываемо к оружию лишь для защиты страны внутри её границ;
- всеобщее или поголовное земское ополчение (ландштурм), могло быть призываемо к оружию лишь в военное время и для местной обороны[2].

Каждый уроженец Норвегии и каждый иностранец, поселившийся в ней, обязан был проходить военную службу. Общий срок службы для пехоты, артиллерии, инженерных частей, с резервами и обозами — 10-летний, а для кавалерии с её резервами — семилетний. 
В 1896 году офицеров и кадровых чинов числилось до 17 000, солдат 18 000 человек личного состава, а в военное время число солдат могло быть удвоено. 
Крепости в Норвегии были незначительны, за исключением Оскарсборга, у Христиании.  
По закону от 1910 года сухопутные силы Норвегии представляли собой милицию, территориального комплектования, которая подразделялась на действующую армию, ландвер и ландштурм, и в соответствии с ним была предусмотрена всеобщая воинская повинность, с призывным возрастом в 21 год. Срок службы составлял 20 лет, из них 12 лет в действующей армии и 8 лет в ландвере, а в ландштурме состояли все, не числящиеся в действующей армии, с 18-ти до 55-ти летнего возраста.
После начала второй мировой войны Норвегия объявила о нейтралитете, но в 1940 году была оккупирована немецкими войсками (см. Норвегия во Второй мировой войне).
4 апреля 1949 года Норвегия вступила в НАТО. 
В 1976 году для защиты 200-мильной экономической зоны была создана береговая охрана Норвегии, которая начала функционировать в апреле 1977 года. Изначально состав сил береговой охраны составлял 700 человек, шесть патрульных катеров и семь зафрахтованных судов с установленным артиллерийским вооружением, в дальнейшем силы береговой охраны были увеличены.
После начала летом 1999 года операции НАТО по стабилизации обстановки в Косово и Метохии Норвегия направила военнослужащих в состав контингента KFOR.
Норвегия принимала участие в войне в Афганистане, в конце 2001 года правительство направило военнослужащих в состав сил ISAF, в июне 2021 года участие в операции было завершено. 
Норвегия принимала участие в войне в Ираке, в июле 2003 года правительство направило военный контингент в состав сил международной коалиции. Контингент был выведен из Ирака в конце 2006 года.
В 2008 году была создана боевая группа сил Евросоюза в Северной Европе (Nordic Battle Group), в состав которой были включены подразделения вооружённых сил Норвегии.
В 2011 году Норвегия принимала участие в военной операции НАТО против Ливии; самолёты F-16 норвежских военно-воздушных сил были включены в состав группировки НАТО и наносили удары по территории Ливии.

## Современное состояние

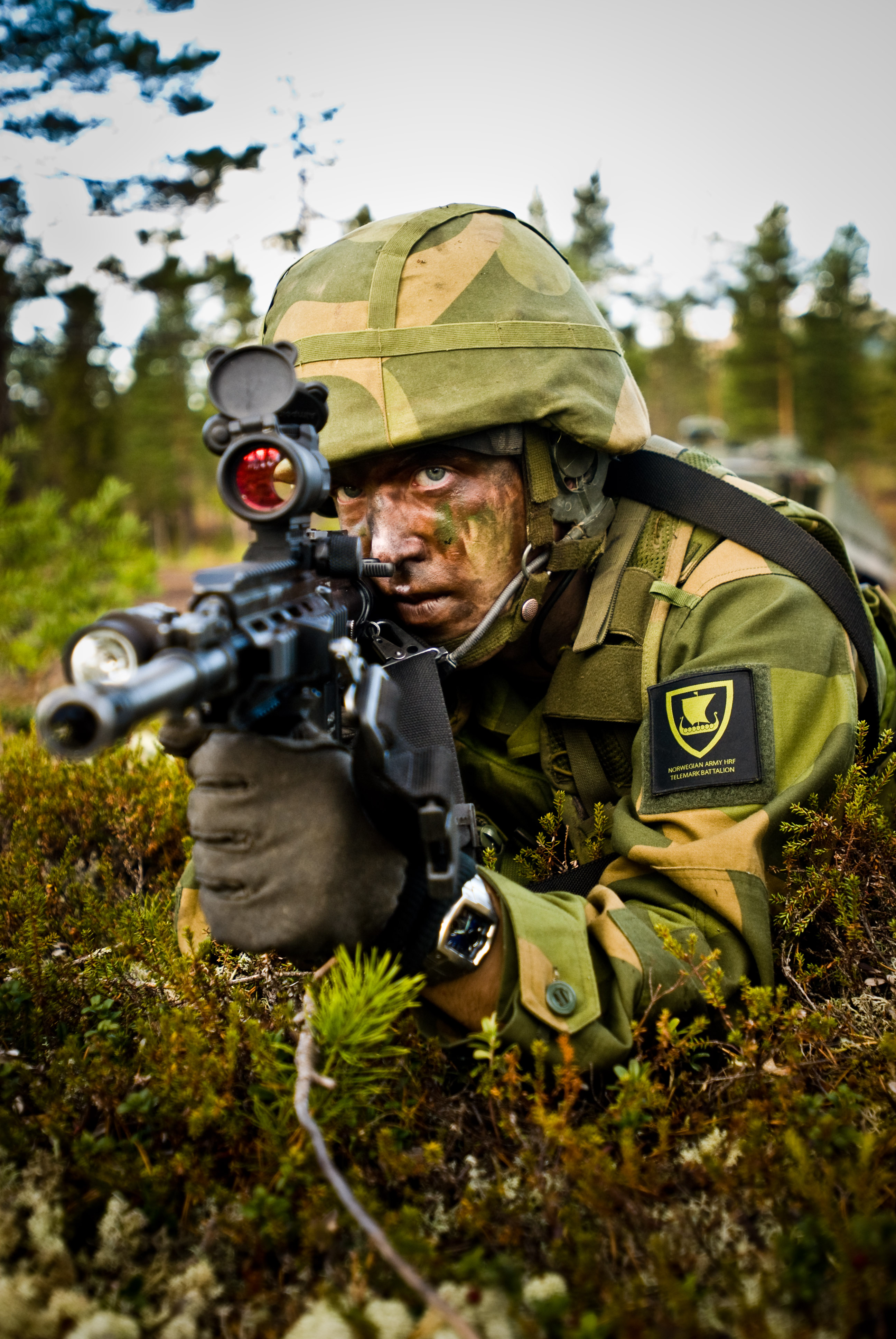
Норвежский солдат на полевых учениях

В июне 2013 года правительство Норвегии начало рассмотрение законопроекта о призыве женщин в армию (который предусматривает, что к 2020 году женщины должны составить 20 % военнослужащих страны).
В октябре 2014 года в Норвегии принят закон, согласно которому женщины в возрасте от 19 до 44 лет подлежат обязательному призыву на воинскую службу на срок от семи до девятнадцати месяцев. В 2016 году состоялся первый призыв для родившихся в 1997. Норвегия стала четвёртой страной в мире, где женщин обязали нести воинскую службу в законодательном порядке. Ранее, это относилось только к Израилю, КНДР и Малайзии.

## Участие в миротворческих операциях
Норвегия участвовала в нескольких миротворческих и гуманитарных операциях ООН.
По официальным данным ООН, за весь период участия в миротворческих операциях ООН потери Норвегии в составе миротворческих сил ООН составили 43 человека погибшими.

## Подразделения специального назначения
В составе вооружённых сил Норвегии присутствует командование сил спецопераций (англ. Norwegian Special Operations Command / NORSOCOM, норв. Forsvarets spesialstyrker), которому подчиняются два подразделения спецназа:
- Marinejegerkommandoen[англ.] — спецназ ВМС Норвегии
- Forsvarets Spesialkommando[англ.]
  - Егерские части Норвегии[англ.] — женское подразделение